# Zeebo Extreme
Zeebo Extreme é uma série de jogos eletrônicos para o console Zeebo. Os jogos são desenvolvidos pelo estúdio Tectoy Digital em Campinas, sendo divididos em cinco jogos: Rolimã, Corrida Aérea, Baja, Bóia Cross e Jetboard.
Os jogos utilizam o controle Boomerang, controle similar ao Wii Remote do Wii, possuindo sensibilidade a movimentos.